# Jaera sarsi
Jaera sarsi är en kräftdjursart som beskrevs av Alexander Valkanov 1936. Jaera sarsi ingår i släktet Jaera och familjen Janiridae. Inga underarter finns listade i Catalogue of Life.